# Tomasz Najduch
Tomasz Najduch (ur. 1969 w Oświęcimiu) – polski karateka stylu kyokushin, posiadacz stopnia mistrzowskiego 4-ty dan.

## Wybrane osiągnięcia
- Oyama Cup '93 - 1 miejsce
- European Weight Category Championships Volos '96 - 1 miejsce
- European Weight Category Championships Porto '00 - 1 miejsce
- North American Championships Chicago '00 - 1 miejsce
- European Weight Category Championships Szentes '01 - 1miejsce
- International Challenge Paris '02 - 3 miejsce
- European Weight Category Championships Varna '02 - 1 miejsce
- European Open Category Championships Wroclaw '02 - 1 miejsce
- All American Open Championships New York '03 - 4 miejsce
- European Open Category Championships Baja '03 - 7 miejsce
- od 1990 do 2005 zawodnik kadry narodowej
- 1992 - mistrz Otwartych Mistrzostw Litwy
- 1996 - wicemistrz w Otwartych Mistrzostwach Rosji
- 2000 - wicemistrz Państw Bliskiego Wschodu - Kuwejt
- 5-krotny zdobywca Pucharu Polski
- 11-krotny mistrz Polski
- Medalista Pucharu Świata,
- 5-krotny mistrz Europy,
- Zdobywca Pucharu Europy
- 10 miejsce na Mistrzostwach Świata w kategorii open,